# Margaret Blye
Margaret Blye pe numele real Margaret Jane Blye (n. 24 octombrie 1942, Houston, Texas, SUA – d. 24 martie 2016, West Hollywood, California, SUA) a fost o actriță americană. Cel mai cunoscut rol al ei a fost Lorna prietena lui Michael Caine din filmul Lovitură în stil italian. Printre alte filme mai cunoscute ale sale se numără Luptătorul din New Orleans și Șeriful din Tennessee III.

## Biografie
Blye s-a născut în Houston, Texas. După ce a studiat economia producției la Universitatea din Texas, s-a mutat la UCLA, unde a început să joace teatru. A fost descoperită de un agent de la studiourile 20th Century Fox în timp ce interpreta un rol în West Side Story.
Primul rol în film a fost Dusty din Vară și fum (1961) urmând roluri în câteva seriale de televiziune. În anul 1967 a jucat alături de Paul Newman în filmul Hombre în regia lui Martin Ritt iar alături de James Coburn în Waterhole No. 3, (regia William A. Graham) precum și alături de Michael Caine în Lovitură în stil italian în  regia lui Peter Collinson. 
Margaret Jane Blye a decedat pe 24 martie 2016 de cancer în casa ei din West Hollywood, California, la vârsta de 73 de ani.

## Filmografie selectivă
- 1961 Vară și fum (Summer and Smoke), regia Peter Glenville – Dusty (nemenționată)
- 1967 Hombre, regia Martin Ritt – Doris
- 1967 Waterhole No. 3, regia William A. Graham – Billee Copperud
- 1968 Diamonds for Breakfast, regia Christopher Morahan
- 1969 Lovitură în stil italian (The Italian Job), regia Peter Collinson – Lorna
- 1971 The Sporting Club, regia Larry Peerce – Janey
- 1972 Every Little Crook and Nanny, regia Cy Howard – Stella Ganucci
- 1973 Ash Wednesday, regia Larry Peerce – Kate Sawyer
- 1975 Luptătorul din New Orleans (Hard Times), regia Walter Hill – Gayleen Schoonover
- 1976 Mayday at 40,000 Feet!, regia Robert Butler – Susan Mackenzie
- 1977 Șeriful din Tennessee III (Walking Tall: Final Chapter), regia Jack Starrett – Luan Paxton
- 1980 Little Darlings, regia Ronald F. Maxwell – Ms. Bright
- 1982 Liar's Moon, regia David Fisher – Ellen 'Babs' Duncan
- 1982 The Entity, regia Sidney J. Furie – Cindy Nash
- 1984 Kidco, regia Ronald F. Maxwell – Joan Cessna
- 1985 Mischief, regia Mel Damski – Claire Miller
- 1999 Soft Toilet Seats, regia Tina Valinsky – Margaret Lennox
- 2005 The Gingerdead Man, regia Charles Band – Betty Leigh